# 1079

## Родени
- Пиер Абелар, френски философ, богослов и поет